# Lijst van arcadesysteemborden
Dit artikel geeft een overzicht van arcadesysteemborden

## Taito
- Taito F3 System
- G-NET System
- TypeX/TypeX+

## Sony
- ZN-1
- ZN-2

## SNK
- Neo-Geo (MVS)
- Hyper Neo-Geo 64

## Verschillende fabrikanten
- Irem/Data East M-10, .. M-62, M-107
- Triforce (Sega, Namco, Nintendo)
- SSV (Seta, Visco, Sammy)

## Seibu
- SPI System

## Sega
| - Sega System 1 - Sega System 2 - Sega System E - Sega System 16 - Sega System 18 - Sega System 24 | - Sega System 32 - Sega System C2 - Sega Megatech - Sega Mega Play - Sega Model 1 - Sega Model 2 | - Sega Model 3 - Sega Titan Video - Sega NAOMI - Sega HIKARU - Sega Chihiro - Sega Lindbergh |

## Sammy
- Atomiswave

## Nintendo
- PlayChoice-10
- Super System
- VS. UniSystem and VS. DualSystem

## Namco
| - Namco System 86 - Namco System 1 - Namco System 2 - Namco NA-1 - Namco NB-1 - Namco ND-1 | - Namco System FL - Namco System 21 - Namco System 22 - Namco System 23 - Namco System 246 - Namco System 256 |

## Konami
- GX System
- GV System
- GQ System
- Hornet System
- System 573

## Kaneko
- Super NOVA System

## Jaleco
- Mega System 32

## Capcom
- Capcom Play System 1
- Capcom Play System 2
- Capcom Play System 3

## Midway
| - Astrocade - MCR - MCR II - MCR III - MCR-68 - Y-Unit (1991-1992) | - T-Unit (1993) - X-Unit (1994; used only in Revolution X) - Wolf Unit (1994-1996) - V-Unit (1995-1996) - Zeus - Zeus II | - Seattle - Vegas |